# Dobromierz (gromada w powiecie włoszczowskim)
Dobromierz – dawna gromada, czyli najmniejsza jednostka podziału terytorialnego Polskiej Rzeczypospolitej Ludowej w latach 1954–1972.
Gromady, z gromadzkimi radami narodowymi (GRN) jako organami władzy najniższego stopnia na wsi, funkcjonowały od reformy reorganizującej administrację wiejską przeprowadzonej jesienią 1954 do momentu ich zniesienia z dniem 1 stycznia 1973, tym samym wypierając organizację gminną w latach 1954–1972.
Gromadę Dobromierz z siedzibą GRN w Dobromierzu utworzono – jako jedną z 8759 gromad na obszarze Polski – w powiecie włoszczowskim w woj. kieleckim, na mocy uchwały nr 13l/54 WRN w Kielcach z dnia 29 września 1954. W skład jednostki weszły obszary dotychczasowych gromad Boża Wola, Jeżowiec, Dobromierz, Łapczyna Wola kolonia, Mrowina i Rączki ze zniesionej gminy Dobromierz w tymże powiecie. Dla gromady ustalono 15 członków gromadzkiej rady narodowej.
31 grudnia 1959 do gromady Dobromierz przyłączono obszar zniesionej gromady Łapczyna Wola.
Gromada przetrwała do końca 1972 roku, czyli do kolejnej reformy gminnej.